# Вольфштайн (замок)
Вольфштайн (нем. Burgruine Wolfstein) — руины средневекового замка в общине Ноймаркт-ин-дер-Оберпфальц в округе Верхний Пфальц в земле Бавария, Германия.

## История

### Ранний период
Точное время основания замка Вольфштайн как резиденции одноименной дворянской семьи установить сложно. Считается, что Ульрих фон Вольфштейн был хозяином замка около 1120 года, но нет никаких прямых доказательств. Археологические раскопки последних лет позволяют предположить, что каменные здания возведены в середине XII века.
Первое документальное упоминание о замке относится к 1283 году. Тогда рыцарь Готфрид фон Зульцбюрг поменял родовую фамилию на фон Вольфштайн, поселился в уже существовавшем замке и стал основателем новой дворянской семьи. К середине XIV века влияние и владения клана фон Вольфштайн значительно выросли. Представители рода контролировали значительную часть региона Ноймаркт. В дополнение к прочим привилегиям объединённых владений, которые получили название Зульцбюрг-Пирбаум, император Карл IV разрешил основать около замка Вольфштайн город с теми же правами, которые имел расположенный неподалёку Ноймаркт. Правда, этот план так и не был полностью реализован.
В 1434 году по распоряжению императора Сигизмунда замок был юридически отнесён к региону с центром в городе Ноймаркт. Это привело к конфликту семьи фон Фольфенштайн с правившим здесь пфальцграфом фон Виттельсбах, который неоднократно пытался сделать Вольфштайн практически своей собственностью. Однако полностью подчинить Вольфштайн могущественному роду Виттельсбахов удалось только при пфальцграфе Оттоне II Мосбахе. Но до этого пфальцграф Оттон I настолько усилил давление на род фон Вольфштайн, что те решили избрать своим покровителем чешского короля и передали ему замок в качестве залога. Однако в 1462 году глава рода Ханс фон Вольфштайн («великий Ханс») умер бездетным. Это позволило что королю Чехии передать феодальное владение в собственность Визтума фон Нойшёненберга. А уже у него Оттон II купил и замок, и окрестные земли, сделав их частью своих частных владений.

### Эпоха Ренессанса
Со временем замок стал важным административным центром региона Ноймаркт. До XVI века им управлял особый наместник. Но постепенно Вольфштайн потерял прежнее значение. В 1504 году во время Войны за ландсхутское наследство замок казался серьёзно поврежден. Но вскоре был проведён капитальный ремонт фортификационных сооружений.
Однако постепенно бывшая крепость стала приходить в упадок. Утрата статуса важного административного центра привела к упадку Вольфштайна. Последние обитатели покинули укрепления. Замок пришёл в запустение и был заброшен. Без должного ремонта и ухода строения стали быстро разрушаться. В 1670 году в одном из сообщений было сказано, что замок «практически умер».

### XIX, XX и XXI века

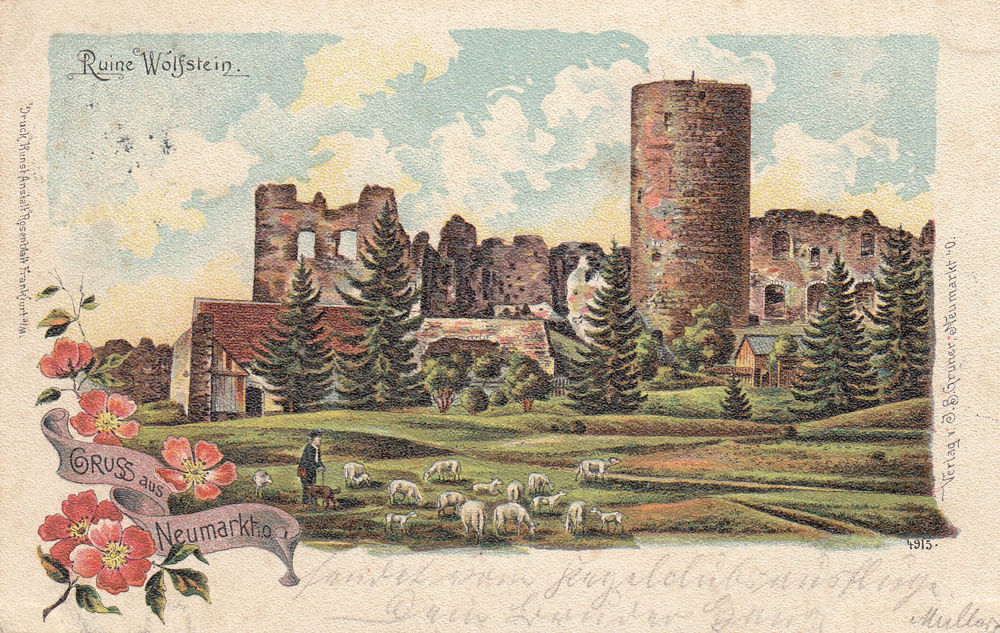
Открытка 1903 года с видом руин замка

Примерно в середине XIX века в руинах бывшего форбурга поселились семьи местных крестьян. Там и до сегодняшнего дня сохранились два жилых дома. При этом камни из остатков прежней кольцевой стены простолюдины использовали как строительный материал для своих построек.
С середины 1990-х годов Ассоциация «Друзья замка Вольфштайн» (Wolfsteinfreunde) начала проводить масштабные работы по консервации руин и благоустройству окружающих территорий. Кроме того энтузиасты организовали обширные раскопки. В итоге комплекс был приведён в порядок. В XXI веке руины замка Вольфштайн находятся в хорошем состоянии. Среди прочего открыт для посещения первый этаж бывшей графской резиденции. Отремонтированы или восстановлены многие прежние сооружения: фонтан, своды внутренних помещений, замковая капелла и другие.
Густые лесные заросли вокруг Вольфштайна были вырублены. Это позволило сделать замок хорошо видимым из долины, а также избавить бывшие постройки от избытка влаги.

## Расположение
Руины замка расположены в центральной части массива Франконский Альб на самой высокой точке кряжа Вольштайнберг (588,8 метров над уровнем моря). Сам массив поднимается к северо-востоку от долины Ноймаркт. 
Вольфштайн построен на скалах, которые сложены из известняка юрского периода, слои которого зримо отличаются цветом: белый (Мальм), коричневый (Доггер) и чёрный Юра (Лиас). Вершина горы, на которой построен замок, состоит из толстого доломитового камня и окаменевших известняковых формаций. Белые слои содержат фрагменты железной руды.

## Описание
В прежние времена Вольфштайн представлял из себя классическую средневековую крепость. Перед цитаделью располагался обширный форбург. Вход в верхний замок был возможен только с юга по подъёмному мосту, который располагался над глубоким рвом. С севера и с запада крепость была защищена почти отвесными скалами. Внутри основного замка, окружённого кольцом каменных стен, имелись высокая башня (бергфрид), трёхэтажная резиденция владельцев и несколько построек хозяйственного назначения.

## Современное использование
Замок открыт для туристов в течение всего года. Внутри регулярно проводятся фестивали и концерты.
В летние месяцы по воскресеньям туристам предлагают экскурсии и подъём на 22-метровый бергфрид. На верху башни оборудована смотровая площадка, с которой открываются живописные виды окрестностей. 
На главной башне находится небольшой передатчик, который транслирует радиопрограммы местной FM-радиостанции. Кроме того здесь размещена веб-камера, которая позволяет насладиться панорамным видом долины Ноймаркт.

## Галерея

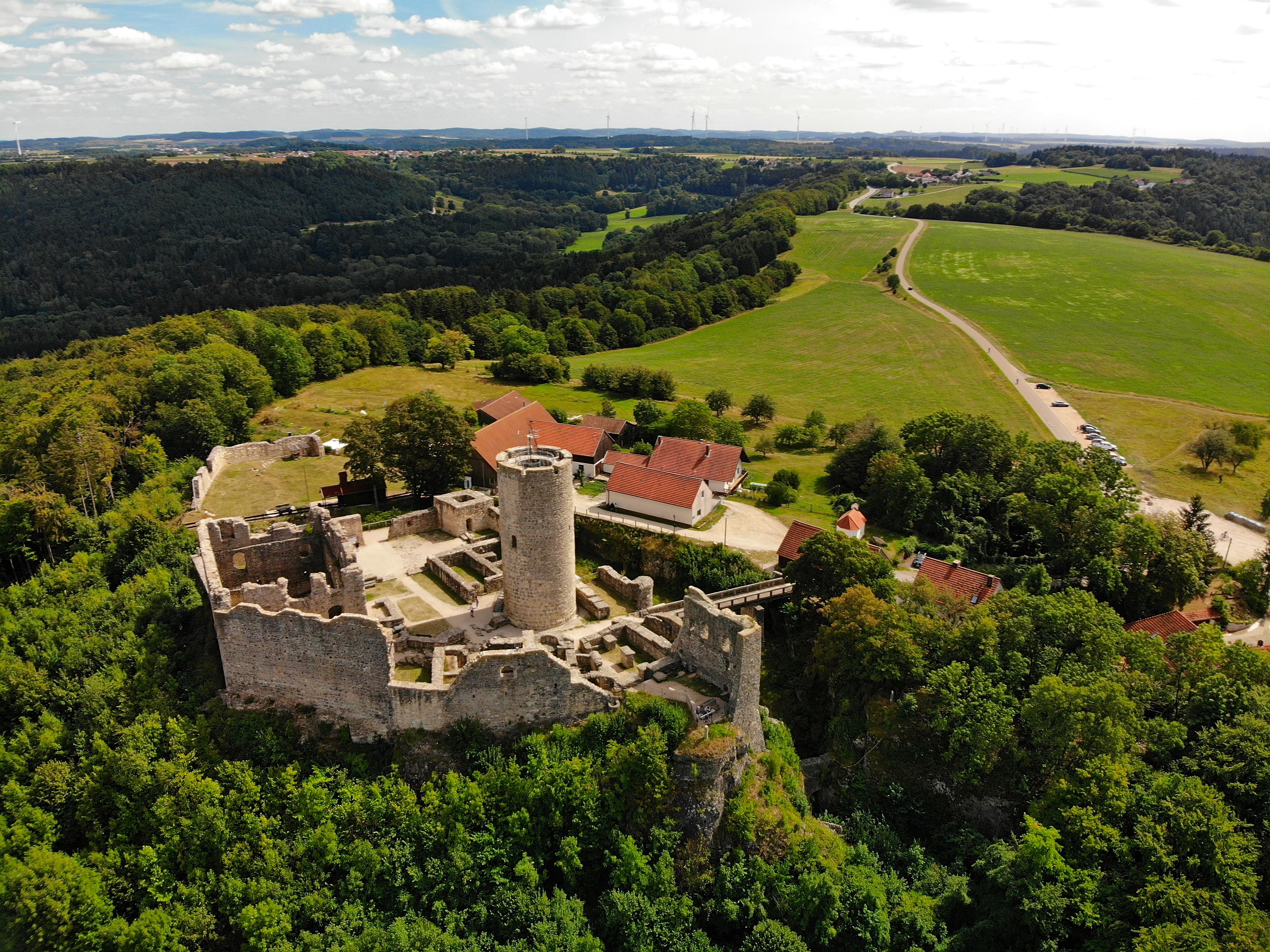
Руины замка с высоты птичьего полёта
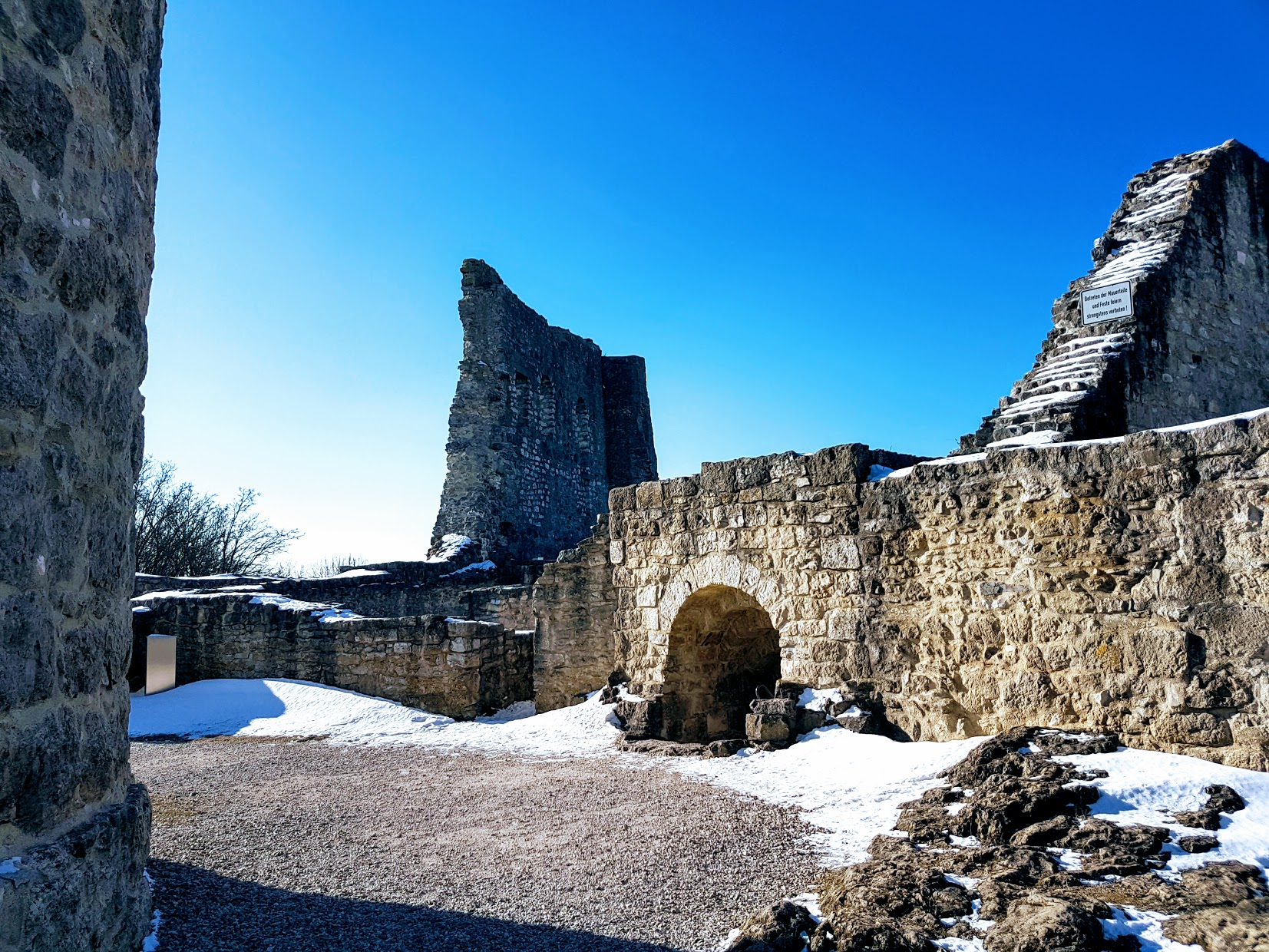
Внутри замка зимой
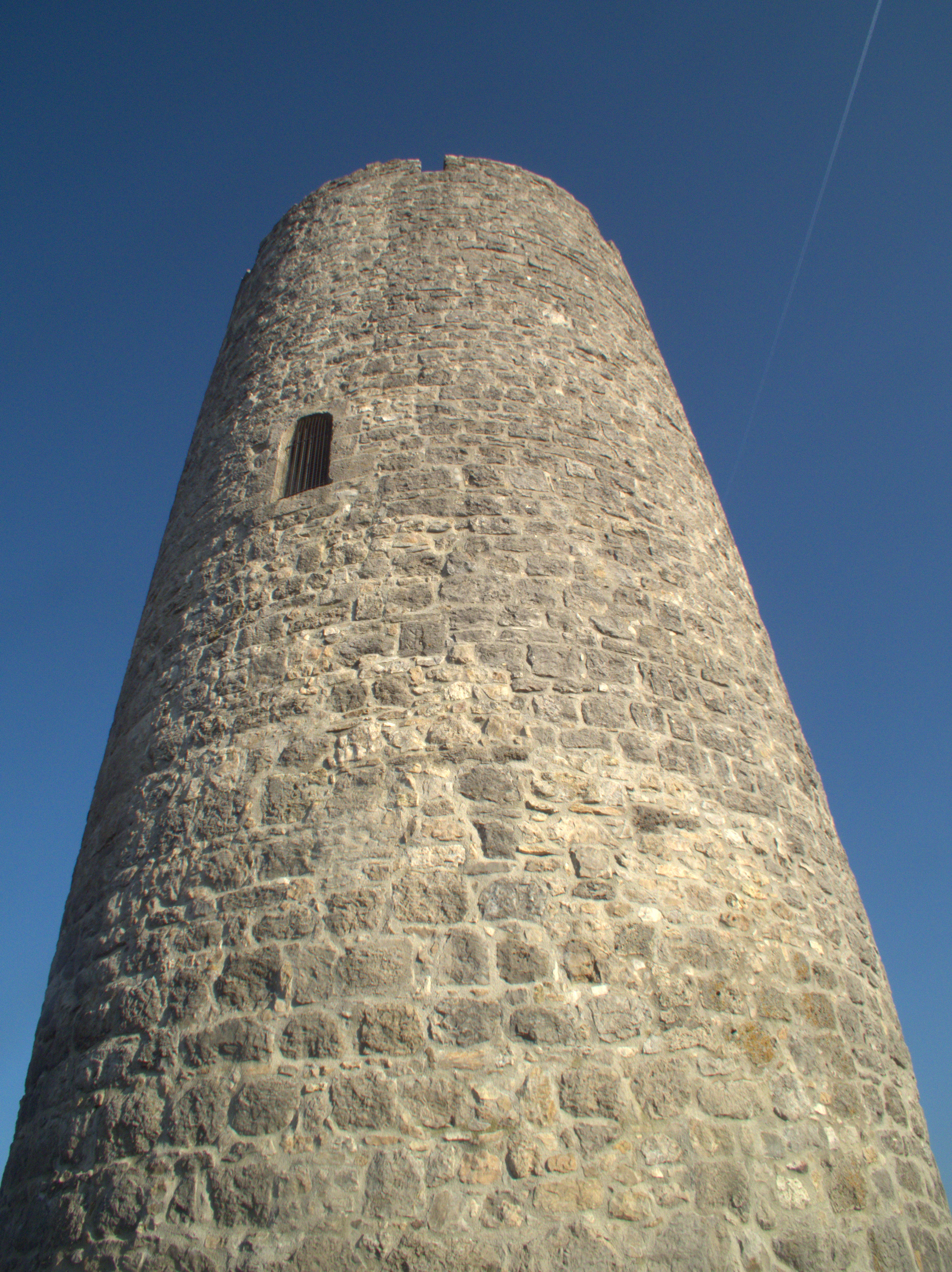
Бергфрид замка
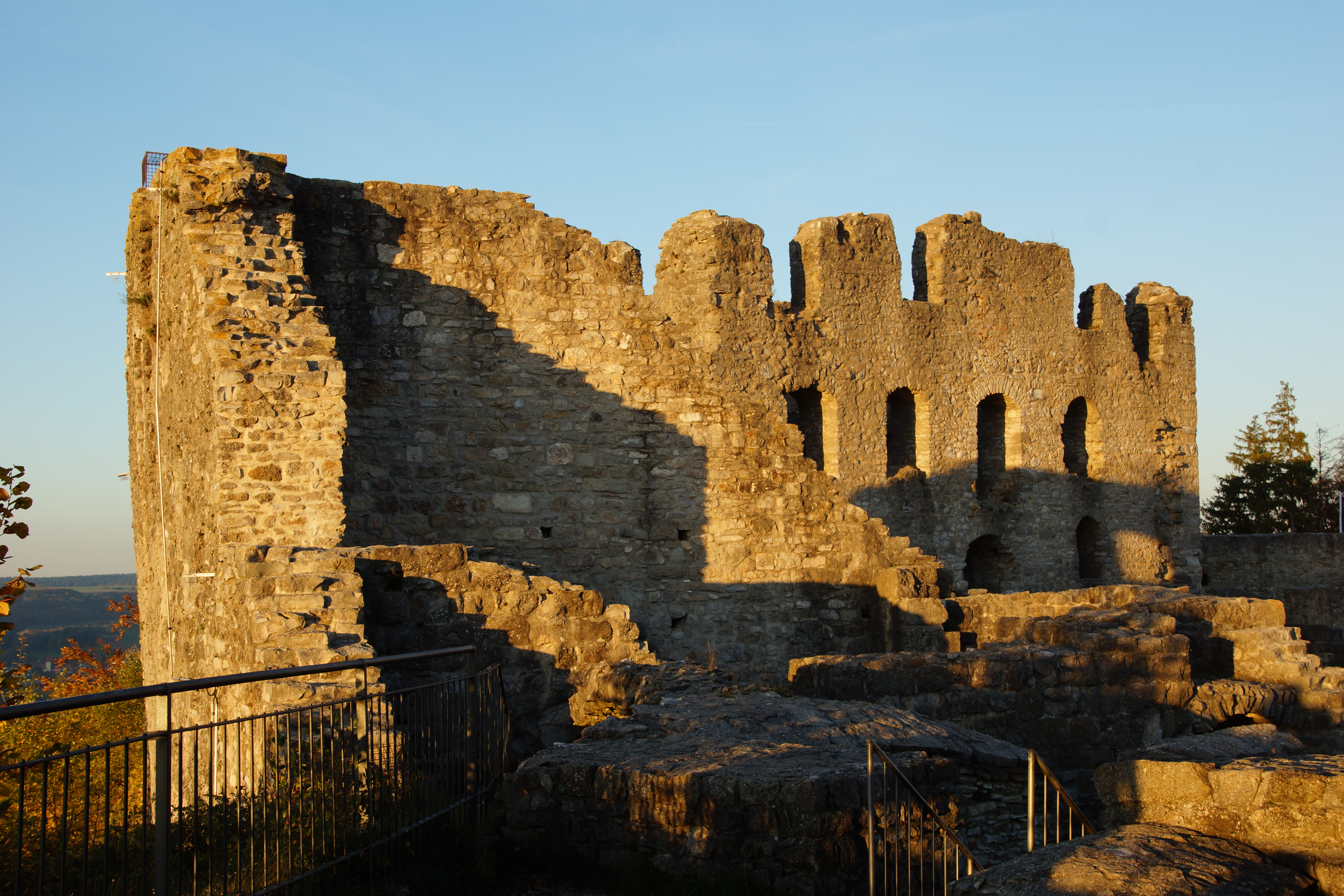
Руины бывшей графской резиденции
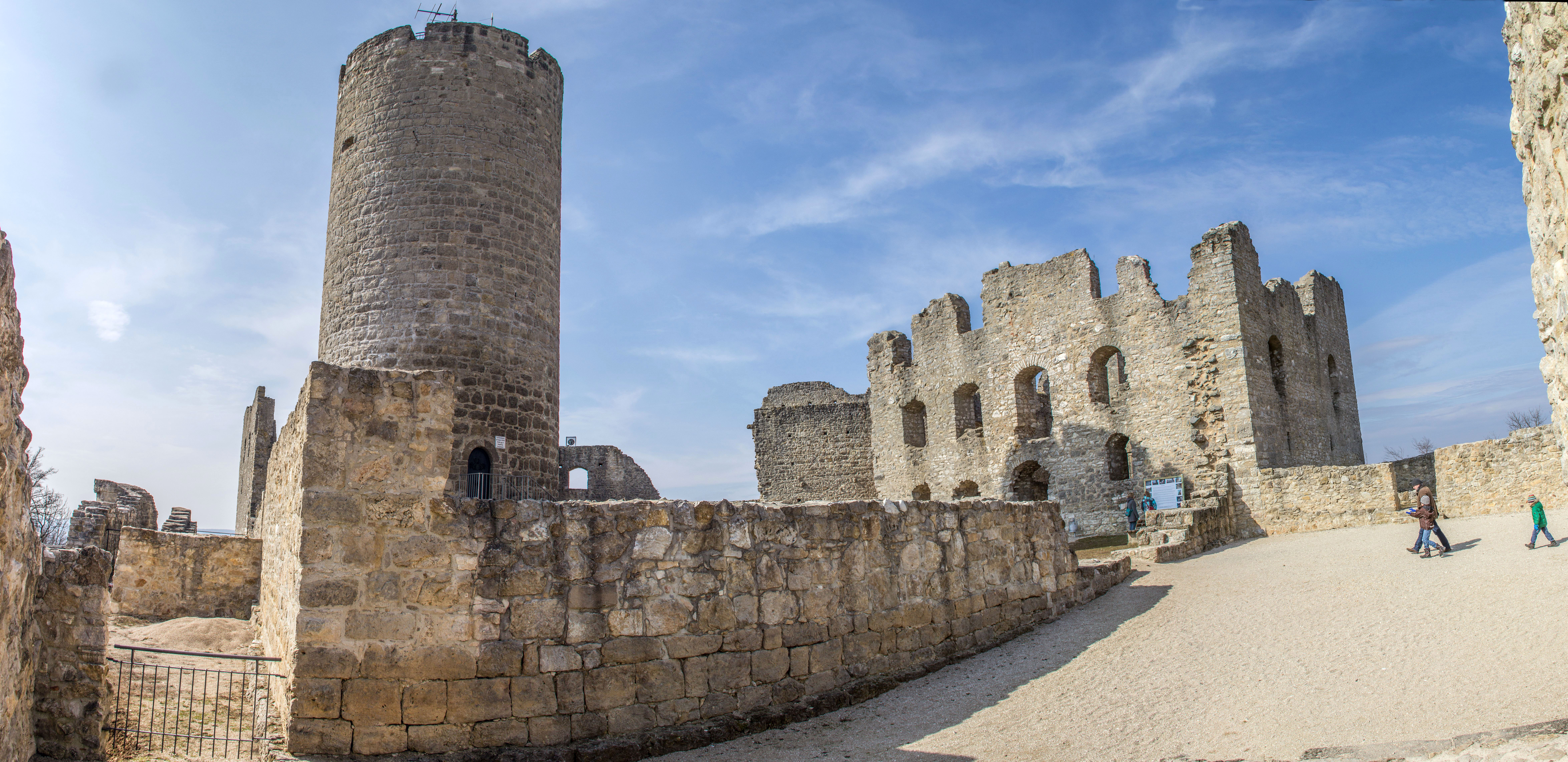
Общий вид замка Вольфштайн